# Deto echinata
Deto echinata is een pissebed uit de familie Detonidae. De wetenschappelijke naam van de soort is voor het eerst geldig gepubliceerd in 1836 door Guerin.